# John Dalton (musicista)
John Dalton (Enfield, 21 maggio 1943) è un bassista britannico, ex-componente del gruppo rock inglese The Kinks.